# Stenodactylus grandiceps
Stenodactylus grandiceps är en ödleart som beskrevs av  Haas 1952. Stenodactylus grandiceps ingår i släktet Stenodactylus och familjen geckoödlor. IUCN kategoriserar arten globalt som livskraftig. Inga underarter finns listade i Catalogue of Life.